# Kroyerina deborahae
Kroyerina deborahae är en kräftdjursart som beskrevs av Deets 1987. Kroyerina deborahae ingår i släktet Kroyerina och familjen Kroyeriidae. Inga underarter finns listade i Catalogue of Life.